# Ezinne Okparaebo
Ezinne Okparaebo (Owerri, 3 maart 1988) is een Noorse sprintster, die gespecialiseerd is in de 100 m en de 60 m indoor. Ze nam tweemaal deel aan de Olympische Spelen, maar won hierbij geen medailles.

## Biografie
In 2007 liep Okparaebo op de 100 m naar de Europese titel bij de jeugd.
Okparaebo nam deel aan de Olympische Spelen van 2008 in Peking. In de eerste ronde van de 100 m eindigde ze tweede achter Kerron Stewart, later in de kwartfinale liep ze naar een vierde plaats, waarmee ze zich niet kon plaatsen voor de volgende ronde. Op de Europese indoorkampioenschappen van 2009 behaalde Okparaebo een zilveren medaille op de 60 m.
Op de Olympische Spelen van 2012 in Londen nam Ezinne Okparaebo deel aan de 100 m en de 200 m. Op de 100 m werd ze in de halve finale uitgeschakeld, ondanks een verbetering van haar nationale record tot 11,10 s. Ook op de 200 m liep ze een nationaal record, al was het ditmaal een evenaring van de 23,30 die zij eerder in het seizoen in Florø had gerealiseerd. Het was echter andermaal niet genoeg voor een plaats in de finale.
Ook bij de wereldkampioenschappen atletiek 2013 in Moskou strandde Okparaebo in de halve finale. Ze liep 11,41 s, wat tevens langzamer was dan de tijd waarmee ze door de series heenkwam (11,23).

## Titels
- Europees jeugdkampioene 100 m - 2007
- Noors kampioene 100 m – 2005, 2006, 2007, 2008, 2009, 2010, 2011
- Noors kampioene 60 m indoor - 2006

## Persoonlijke records
Outdoor
| Afstand | Prestatie    | Datum           | Plaats |
| ------- | ------------ | --------------- | ------ |
| 100 m   | 11,10 s (NR) | 4 augustus 2012 | Londen |
| 200 m   | 23,30 s (NR) | 2 juni 2012     | Florø  |

Indoor
| Afstand | Prestatie    | Datum            | Plaats |
| ------- | ------------ | ---------------- | ------ |
| 60 m    | 7,10 s (NR)  | 8 maart 2015     | Praag  |
| 100 m   | 11,42 s (NR) | 21 februari 2009 | Florø  |

## Palmares

### 60 m
- 2007: 6e in serie EK indoor - 7,33 s
- 2008: 6e in ½ fin. WK indoor - 7,34 s
- 2009:  EK indoor – 7,21 s
- 2011:  EK indoor - 7,20 s
- 2014: 5e in ½ fin. WK indoor - 7,19 s

### 100 m
Kampioenschappen
- 2006: 4e in ½ fin. WJK - 11,83 s
- 2007:  EJK – 11,45 s
- 2008: 4e in ¼ fin. OS - 11,45 s
- 2009: 5e in ¼ fin. WK - 11,44 s
- 2010: 4e EK – 11,23 s
- 2010: 5e IAAF/VTB Bank Continental Cup - 11,37 s
- 2011: 4e in ½ fin. WK - 11,48 s
- 2012: 4e EK - 11,39 s
- 2012: 4e in ½ fin. OS - 11,22 s (NR)
- 2013: 7e in ½ fin. WK - 11,41 s

Diamond League-podiumplek
- 2011:  Bislett Games - 11,17 s
- 2012:  Bislett Games – 11,31 s

### 200 m
- 2006: 4e serie WJK - 24,43 s
- 2012: 5e serie OS - 23,30 s (NR)